# Gabinete Macaé
O Gabinete Macaé foi o ministério formado pelo Partido Liberal em 8 de março de 1848 e dissolvido em 31 de maio do mesmo ano. Foi chefiado por José Carlos Pereira de Almeida Torres, 2º Visconde de Macaé, sendo o 2º gabinete do Império do Brasil após o estabelecimento do Decreto n.º 523 de 1847. Foi antecedido pelo Gabinete Alves Branco e sucedido pelo Gabinete Paula Sousa.

## Contexto
Segundo Sérgio Buarque de Holanda (2004):
Os dois últimos Gabinetes liberais tiveram vida muito curta: 84 dias o presidido por Macaé (8 de março a 31 de maio de 1848), 122 dias o presidido por Francisco de Paula Sousa e Melo (31 de maio a 29 de setembro de 1848). Os liberais não se entendiam na Câmara, como se verificava já no gabinete anterior, presidido por Alves Branco, quando, além das dificuldades entre a Câmara e o Ministério, havia o fato de que Presidentes de Província não obedeciam ao Ministério. Faltavam decisão e unidade aos liberais: o Gabinete Macaé teve vida curta, minado pelos correligionários, como se dará também com o de Paula Sousa. Era evidente que o Imperador precisava apelar para os conservadores, uma vez que não podia mais compor-se com a situação dominante, pela diversidade de vistas e choques dentro dela.

## Composição
O gabinete foi composto da seguinte forma:
- Presidente do Conselho de Ministros: José Carlos Pereira de Almeida Torres, 2º Visconde de Macaé.
- Ministro dos Negócios do Império: José Carlos Pereira de Almeida Torres.
- Ministro da Justiça: José Antônio Pimenta Bueno.
- Ministro dos Estrangeiros: Antônio Paulino Limpo de Abreu.
- Ministro da Fazenda:  Antônio Paulino Limpo de Abreu; substituído em 14 de maio por José Pedro Dias de Carvalho.
- Ministro da Marinha: Manuel Felizardo de Sousa e Melo, interino; substituído em 14 de maio por Joaquim Antão Fernandes Leão.
- Ministro da Guerra: Manoel Felizardo de Souza e Melo.

## Programa de governo
Segundo o Ministro da Guerra (1848):
Sem dúvida que devo nesta discussão ter em vista que as despesas do serviço público correspondam ao nosso estado financeiro; mas também devo exigir todas aquelas medidas necessárias para defesa da honra e dignidade nacional, e sustentação da ordem e tranquilidade pública. Levado deste princípio, limitar-me-ei a fazer algumas reflexões sobre as diferentes verbas do orçamento.
O gabinete apresentou o seguinte programa de governo:
- Declarar incompatibilidade da eleição de funcionários públicos onde exercerem jurisdição ou autoridade.
- Revisar a lei de recrutamento.
- Facilitar a imigração.

## Legislação aprovada
O gabinete aprovou a seguinte legislação:
- Decreto nº 552 de 18 de março de 1848: Reúne o Termo da Vila de Santa Luzia, ultimamente criada, ao da Cidade do Sabará, na Província de Minas Gerais.
- Decreto nº 553 de 4 de abril de 1848: Altera o artigo 9º do Regulamento de 29 de setembro de 1846.
- Decreto nº 554 de 6 de maio de 1848: Desmembra a Guarda Nacional dos municípios de Caetité e Conquista, na Província da Bahia, do Comando Superior do Rio de Contas, para que formem Comando Superior separado.